# Un jour viendra (film, 1934)
Pour les articles homonymes, voir Un jour viendra.
Pour plus de détails, voir Fiche technique et Distribution.
Un jour viendra (titre de la version allemande: Einmal eine große Dame sein) est un film franco-allemand réalisé par Gerhard Lamprecht et sorti en 1934. 
Le film a été tourné en deux versions différentes, une version allemande et une version française.

## Fiche technique
- Titre de la version allemande: Einmal eine große Dame sein
- Réalisation  : Gerhard Lamprecht
- Supervision : Raoul Ploquin[1]
- Scénario version française: Theo Halton, Serge Veber
- Scénario version allemande : Theo Halton, Josef Pelz von Felinau
- Production : UFA - Universum-Film AG
- Musique : Franz Doelle
- Montage version française: Erich Kobler
- Montage version allemande : Milo Harbich
- Durée version française : 80 minutes
- Durée version allemande : 90 minutes
- Dates de sortie : 
  - Allemagne : 10 février 1934
  - France : 28 mars 1934

## Distribution version française
- Käthe von Nagy : Kitty Holm
- Jean-Pierre Aumont : Henri de Langillier
- Simone Héliard : Ria
- Marfa Dhervilly : Tante Agathe
- Claude May : Francine
- Jacqueline Daix : Yvonne
- José Sergy : André de Langillier
- Lucien Charbonnier[1]
- Gaston Dubosc
- Gustave Gallet
- Félix Oudart
- André Saint-Germain
- Charles Redgie
- André Siméon
- Odette Talazac

## Distribution version allemande
- Käthe von Nagy : Kitty Holm
- Wolf Albach-Retty : Heinz von Wolfenstein
- Gretl Theimer : Ria Thurner
- Werner Fuetterer : Wolf von Wolfenstein
- Ida Wüst : Barone Agathe von Wolfenstein
- Gustav Waldau : Baron Adalbert von Wolfenstein
- Carola Höhn : Hilde
- Hans von Zedlitz : Mister Thurner
- Elfriede Sandner : Franzi